# Yin Lihua
Kaiserin Yin Lihua (chinesisch 阴丽华, Pinyin Yīn Lìhuá; * 5 n. Chr.; † 64), formell Kaiserin Guanglie (光烈,  Guāng Liè, wiedererrichtende und verdienstvolle Kaiserin), war eine Kaiserin der Han-Dynastie. Sie war die zweite Kaiseringemahlin des Kaisers Guangwu (Liu Xiu), obwohl sie ihn eher als seine erste Kaiserin geheiratet hatte, Kaiserin Guo Shengtong. Yin Lihua war für Schönheit und Sanftmut berühmt. Mit ihrem postumen Namen begann ein Brauch in der Östlichen Han-Dynastie, nach dem die postumen Namen der Kaiserinnen nicht nur nach dem ihrer Gemahle gebildet wurden (wie es in der Westlichen Han-Dynastie Brauch gewesen war), sondern auch mit einem zusätzlichen, attributiven Zeichen versehen wurden.

## Familiärer Hintergrund und Heirat mit Liu Xiu
Yin Linhua wurde in der Nanyang-Kommandantur (in etwa heutiges Nanyang, Hebei) geboren und wuchs dort auf. Auch ihr späterer Gemahl stammte von dort. Als Kind war Liu Xiu von ihrer Schönheit bezaubert. Nach dem Hou Hanshu, soll Liu Xiu bei einem Besuch in der Hauptstadt Chang’an so beeindruckt vom Stadtkommandanten gewesen sein, dass er (immer noch von Yin Lihuas Schönheit verzaubert) die Bemerkung machte: „Wenn ich ein Beamter sein sollte, wollte ich ein Stadtkommandant sein; wenn ich heiraten sollte, wollte ich Yin Lihua heiraten.“
Yin Lihuas Vater starb früh, als sie sechs Jahre alt war, und sein Name ist nicht überliefert; ihre Mutter hieß Deng. Yin Lihua hatte mindestens vier Brüder: Yin Xing, Yin Jiu, Yin Shi und Yin Xin. (Xing und Xin hatte dieselbe Mutter wie sie; Yin Shi war ein Sohn der vorigen Gemahlin ihres Vaters, und Yin Jius Herkunft ist nicht klar). Nach dem Hou Han Shu stammte die Yin-Familie von dem Qi-Premierminister Guan Zhong ab.
Im Jahre 23 heiratete Liu Xiu, damals Beamter in der neu eingerichteten Han-Regierung unter Kaiser Gengshi, Yin Lihua. Als er später an den Gelben Fluss beordert wurde, kehrte sie heim.

## Als kaiserliche Konkubine
Schließlich brach Liu Xiu mit Kaiser Gengshi, und 25 erklärte er sich selbst zum Kaiser Guangwu von Han. Im selben Jahr bestimmte er Luoyang zur neuen Hauptstadt und schickte Untergebene aus, um Yin Lihua in die Hauptstadt zu bringen und zu einer kaiserlichen Konkubine zu machen. Zu dieser Zeit heiratete er auch Guo Shengtong, die Nichte eines örtlichen Warlords, des Prinzen von Zhending, und sie gebar ihm den Sohn Liu Jiang.
Kaiser Guangwu war 26 bereit, eine Kaiserin zu wählen, und tendierte zu seiner ersten Liebe, Frau Yin. Weil sie aber damals noch keinen Sohn hatte, lehnte sie ab und schlug stattdessen Guo Shengtong vor. Deshalb erhob Kaiser Guangwu sie zur Kaiserin und ihren Sohn zum Kronprinzen.
Frau Yin gebar ihm 28 den Sohn Liu Yang.
Frau Deng und Yin Xin wurden 33 von Räubern getötet. Kaiser Guangwu betrauerte sie sehr und ernannte Yin Jiu zum Marquis. Er wollte auch Yin Xing diese Ehre erweisen, aber er lehnte untertänig ab und empfahl Frau Yin des Weiteren, immer unterwürfig zu sein und keine Ehre für ihre Verwandten zu erlangen zu suchen. Sie nahm sich diesen Rat zu Herzen.
Als kaiserliche Konkubine wurde Yin Lihua vom Kaiser immer noch bevorzugt, obwohl sie nicht die Kaiserin war. Wie diese gebar sie ihm fünf Söhne.

## Als Kaiserin
Kaiserin Guo hatte um 41 längst des Kaisers Gunst verloren. Sie beklagte sich unablässig darüber, was ihn verärgerte. Er setzte sie im Jahr 41 ab und erhob statt ihrer Yin Lihua zur Kaiserin. Statt Guo aber einzukerkern, machte er ihren Sohn Liu Fu zum Prinzen von Zhongshan und ernannte sie zur Prinzenmutter von Zhongshan. Ihren Bruder Guo Kuang machte er zu einem hohen Beamten und belohnte ihn mit großen Wohltaten, vielleicht als eine Art Alimente.
Weil er es nicht übers Herz brachte, ihn abzusetzen, ließ der Kaiser den Kronprinzen (Guos Sohn) in seiner Position. Der Kronprinz aber hielt dies für politisch gefährlich und bat wiederholt, den Titel zurückgeben zu dürfen. 43 gab Kaiser Guangwu nach und machte stattdessen Prinz Yang, den ältesten Sohn der Kaiserin Yin, zum Kronprinzen.
Kaiserin Yin taucht in der Geschichte selten auf, was ein Zeichen dafür sein mag, dass sie keinen großen Einfluss zu gewinnen versuchte. Ihre drei Brüder dagegen wurden mächtige Beamten und Markgrafen, obwohl sie an niederen Positionen standen und keine hohen Dienste begehrten. Die Kaiserin begünstigte Liu Yan, den jüngsten Sohn der vorigen Kaiserin Guo, und nahm ihn nach deren Tod im Jahre 52 als ihren Sohn an.
Kaiser Guangwu starb 57, und der Kronprinz Yang bestieg als Kaiser Ming den Thron. Kaiserin Yin erhielt den Titel Kaiserinmutter.

## Als Kaiserinmutter
Kaiserinmutter Yin scheint einen gewissen Einfluss auf ihren Sohn ausgeübt zu haben, aber weit weniger als die bisherigen Kaiserinmütter.
Eine Tragödie schlug ihre Familie im Jahre 59. Yin Feng, der Sohn ihres Bruders Yin Jiu, hatte eine Tochter des verblichenen Kaisers Guangwu geheiratet: Liu Shou, die Prinzessin von Liyi. (Ob sie auch eine Tochter der Kaiserinmutter Yin war, ist nicht klar.) Prinzessin Liyi war arrogant und eifersüchtig, und Yin Feng tötete sie schließlich im Zorn, wonach er hingerichtet wurde. Yin Jiu und seine Gemahlin begingen Selbstmord. Anscheinend wurde Yin Jiu auch nach diesem Ereignis postum hoch in Ehren gehalten, und später pries ihn ein Edikt der Kaiserin Ma, der Schwiegertochter der Kaiserinmutter Yin.
Im Jahre 60 ernannte Kaiser Ming auf ihr Verlangen hin seine Konkubine Ma, die Tochter des Generals Ma Yuan, zur Kaiserin. Die Kaiserinmutter begünstigte sie deshalb, weil sie sanftmütig und nicht eifersüchtig war.
Im selben Jahr besuchten Kaiser Ming und Kaiserinmutter das Heimatland von Kaiser Guangwu und der Kaiserinmutter, was selten vorkam. Dort, in Nanyang, verbrachten sie ihre Tage bei Festmählern mit den entfernten Deng- und Yin-Verwandten der Kaiserinmutter.
Kaiserinmutter Yin starb 64 und wurde mit ihrem Gemahl, Kaiser Guangwu, bestattet.